# Jonathan (Comic)
Jonathan ist eine Comicserie des Schweizer Zeichners Cosey. 

## Inhalt
Der aus der Schweiz stammende Aussteiger Jonathan reist in den Himalaya um seine Jugendliebe, die Tibeterin Saicha wiederzufinden. Diese wird jedoch bei einem chinesischen Luftangriff getötet. Jonathan beschliesst in der Bergwelt zu bleiben und bereist die dortigen Länder. 

## Bedeutung
Zeichner Cosey betrachtet Tibet als sein Lieblingsland. Er möchte Unterschiede aber auch Gemeinsamkeiten unterschiedlicher Kulturen darstellen. Die Figur Jonathan fungiert dabei als sein Alter Ego. Der Zeichner legt Wert auf eine stimmungsvolle Atmosphäre. So empfiehlt er zu Anfang jedes Albums Musiktitel, die man zur Lektüre auflegen könne.
1982 wurde Band 7 Kate als Bestes Album auf dem Festival in Angoulême ausgezeichnet.

## Veröffentlichung
Erstmals wurde die Comicserie 1975 in Fortsetzungen in der belgischen Zeitschrift Tintin veröffentlicht. Danach folgte ab 1977 die Albenveröffentlichung beim Verlag Le Lombard. Ab 1985 erschienen die Alben auf Deutsch beim Carlsen Verlag und ab 2000 bei Salleck Publications.

## Alben

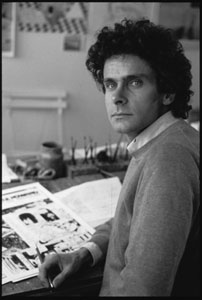
Zeichner Cosey

- 1977 (Tome 1) Souviens-toi, Jonathan (dt., Auf der Suche nach Erinnerung, Jonathan, Bd. 1, 1985; ISBN 3-551-02371-9)
- 1977 (Tome 2) Et la montagne chantera pour toi (dt., Der Gesang des weissen Berges, Jonathan, Bd. 2, 1985; ISBN 3-551-02372-7)
- 1977 (Tome 3) Pieds nus sous les rhododendrons (dt., Das Geheimnis des fremden Mädchens, Jonathan, Bd. 3, 1985; ISBN 3-551-02373-5)
- 1979 (Tome 4) Le berceau de Bodhisattva (dt., Die Wiege des Bodhisattwa, Jonathan, Bd. 4, 1986; ISBN 3-551-02374-3)
- 1980 (Tome 5) L'espace bleu entre les nuages (dt., Der blaue Raum zwischen den Wolken, Jonathan, Bd. 5, 1986; ISBN 3-551-02375-1)
- 1980 (Tome 6) Douniacha, il y a longtemps (dt., Drolmas Traum, Jonathan, Bd. 6, 1987; ISBN 3-551-02374-3)
- 1981 (Tome 7) Kate (dt., Kate, Jonathan, Bd. 7, 1987; ISBN 3-551-02377-8)
- 1982 (Tome 8) Le privilège du serpent (dt., Das Privileg der Schlange, Jonathan, Bd. 8, 1988; ISBN 3-551-02378-6)
- 1983 (Tome 9) Neal et Sylvester (dt., Neal und Sylvester, Jonathan, Bd. 9, 1988; ISBN 3-551-02379-4)
- 1985 (Tome 10) Oncle Howard est de retour (dt., Onkel Howard ist zurück, Jonathan, Bd. 10; ISBN 3-551-02379-4)
- 1986 (Tome 11) Greyshore Island (dt., Greyshore Island, Jonathan, Bd. 11, 1989; ISBN 3-551-02381-6)
- 1997 (Tome 12) Celui qui mène les fleuves à la mer (dt., Der die Flüsse zum Meer geleitet, Jonathan, Bd. 12, 2002; ISBN 3-89908-019-X)
- 2001 (Tome 13) La Saveur du Songrong (dt., Der Geschmack des Songrong, Jonathan, Bd. 13, 2002; ISBN 3-89908-085-8)
- 2008 (Tome 14) Elle, ou: Dix mille Lucioles (dt., Sie, oder: Zehntausend Glühwürmchen, Jonathan, Bd. 14, 2008; ISBN 978-3-89908-286-9)
- 2011 (Tome 15) Atsuko(dt., Atsuko, Jonathan, Bd. 15, 2012; ISBN 978-3-89908-453-5)
- 2013 (Tome 16) Celle qui fut (dt., Jene, die war, Jonathan, Bd. 16, 2013; ISBN 978-3-89908-511-2)
- 2021 (Tome 17) La Piste de Yéshé (ISBN 978-2-8082-0350-0)